# Macchi C.205
Маккі C.205 Вельтро (італ. Macchi C.205 Veltro) — одномісний італійський винищувач періоду Другої світової війни. Літак розроблений на базі винищувача Macchi C.202 Folgore. Поряд з винищувачами Reggiane Re.2005 і Fiat G.55 Маккі C.205 входив у винищувальну «Серію 5», що розроблялася під використання імпортного двигуна Daimler-Benz DB 605. Серійне виробництво літака тривало з вересня 1942 року до травня 1944 року. Усього випущено 302 літаки.

## Оператори
- Італія на озброєння ВПС Італії літак надійшов у січні 1943 року. Бойова кар'єра винищувачів почалася у квітні 1943 року на острові Пантелерія. Після розколу країни літаки використовувалися обома сторонами. В Італії літак знято з озброєння в 1947 році.